# Meioneta yakutsaxatilis
Meioneta yakutsaxatilis là một loài nhện trong họ Linyphiidae.
Loài này thuộc chi Meioneta. Meioneta yakutsaxatilis được Yuri M. Marusik & Koponen miêu tả năm 2002.